# Château de Molinot
Le château de Molinot est un château-fort du XIVe siècle partiellement classé M.H. situé sur la commune de Molinot en Côte-d'Or, en Bourgogne-Franche-Comté.

## Localisation
Le château est situé au sud-ouest du village de Molinot. 

## Historique
L’existence de la maison forte de Molinot, fief de la famille de Mont-Saint-Jean, est attestée dès 1298 et confirmé comme une place importante par de nombreux documents lors des siècles suivants. Propriété de la famille d'Aumont au XVIe siècle, il fait l’objet de divers travaux. Et de troubles : en 1591 le capitaine du château et quelques soldats sont enlevés dans la basse-cour et mené de force au château de Châteauneuf-en-Auxois afin d’en tirer rançon. 
La carte de Cassini en 1763 décrit un grand château en ruines qui est détruit par son propriétaire en 1776. En 1872, Paul Foisset et Jules Simonnet mentionnent : habitat disparu[réf. souhaitée].

## Architecture
Le 6 mars 1656, l'inventaire de la seigneurie de Molinot relève « un château et maison forte à pont levis composé de trois grosses tours sans les autres petites, un grand corps de logis, la cour du donjon, trois ravelins fossoyés du costé du pont-levis et par derrière environné d'un étang jusques audit fossé, la basse-cour en devant, le jardin potager et le parterre, le tout en un pourpris fermé de murailles ». Celui du 3 avril 1716 confirme cette description[réf. souhaitée].
Il n’en reste une grande plate-forme de 65 x 70 mètres sur un terrain en légère pente. Le nord en est fermé par un grand bâtiment de commun flanqué sur l'angle nord-ouest d'une tour ronde, dernier vestige du château. Au sud, la déclivité du terrain est retenue par un mur de soutènement renforcé par une petite tourelle demi-hors-œuvre. À l'ouest, un étang limite la plate-forme et baigne le pied de la tour[réf. souhaitée]. 
L’ensemble des vestiges est inscrit aux Monuments historiques par arrêté du 11 octobre 1990  et le colombier classé par arrêté du 14 juin 1994.

## Annexe